# 아카데미야나우크산

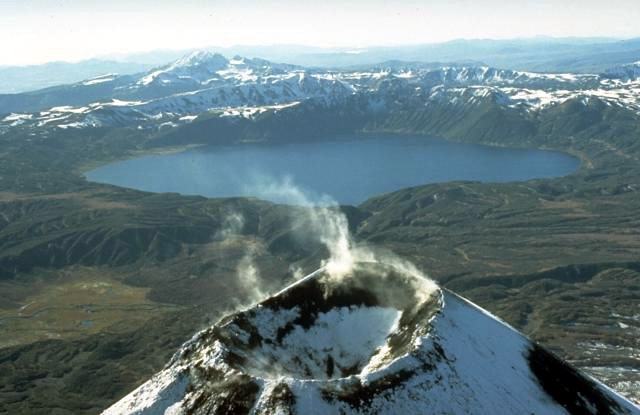

아카데미야나우크산(러시아어: Академия Наук)은 러시아의 캄차카반도의 캄차카 화산군에 속해있는 화산중 하나로, 화산호(칼데라호)가 있다.
주변에 카림스키 화산이 있으며 칼데라호에는 활동적이지 않지만 옆에 바로 있는 카림스키 화산은 가끔식 분화하며 활동적인 것을 보여 준다.